# شهرستان گوگن
شهرستان گوگن یک منطقهٔ مسکونی در اریتره است که در منطقه گاش-بارکا واقع شده‌است.